# 鈴木春花
鈴木 春花（すずき はるか、1978年2月28日 - ）は、フリーアナウンサー。埼玉県所沢市出身。

## 経歴
関東国際高等学校演劇科→武蔵野女子大学文学部日本語・日本文学科を卒業後、2001年にテレビ山梨に入社（同期のアナウンサーは杉浦舞）。『UTYニュースの星』のキャスターを番組開始（2003年10月）から2011年4月1日まで7年半にわたって担当した。
高校時代に演劇を勉強していたことなどから、芝居や映画などに関心が高い。山梨県甲府市で毎年開催されるやまなし映画祭（2005年 - ）のMCを第1回から第7回まで務めた（第6回は東日本大震災による計画停電の影響で中止）。
2012年1月に総務部へ異動。産休後、2013年退社。その後2014年2月23日放送の『中世古麻衣のオヤスミSUNny Day』で大雪の為収録に参加できなかったMCの中世古麻衣のピンチヒッターとして久しぶりにUTYの番組に出演し、出産し山梨で生活していることを報告した。2018年7月から『ウッティタウン6丁目のカフェ』、同年10月からは後番組『みなみおばちゃんの6丁目ガッチリ金曜日』のMCを担当している。

## 現在の担当番組
- みなみおばちゃんの6丁目ガッチリ金曜日 MC（2018年10月-）

## 過去の担当番組
- UTYニュース
- やまなしのおかず
- ウッティ発!レポーター（不定期）
- FM富士のニュース、交通情報
- UTYはなきんマーケット
- UTYニュースの星
- オヤスミSUNny Day
- ウッティタウン6丁目のカフェ

## 主なイベント出演
- Enjoy青工会 クリスマスパーティー2008（2008年12月21日、笛吹市ブライダルヴィレッジ ミラベル） MC担当[1]
- 女性の健康広場 in 山梨（2009年3月7日、山梨県立大学池田キャンパス講堂） MC担当[2]
- ソニックデザイン サウンドアスロン（2014年8月23日、スポーツランドやまなし） トークショーMC[3]
- 甲府中心市街地ストリート再生事業公開プレゼンテーション（2014年9月13日、GAZ KOFU） MC担当[4]
- あったらいいなの甲斐フォーラム「あったらいいな・・・が進行中! 山梨の先端治療」（2014年11月29日、山梨学院大学） MC担当[5]
- 心を育む命のセミナー～坂本玲子氏講演会～（2015年2月26日、甲府市総合市民会館芸術ホール） MC担当[6]